# Fausto Vega Santander
Fausto Vega Santander (Tuxpan, 19 de enero de 1923 - Luzón, 1 de junio de 1945) fue un piloto de combate mexicano de la Segunda Guerra Mundial. Fue derribado por los japoneses durante la Batalla de Luzón.
Nació en Tuxpan, Veracruz, en la casa #45 de la calle Libertad. Sus padres fueron Albino Vega Vázquez y María Santander, originarios de ese lugar. Hizo sus estudios básicos en la escuela primaria 'Enrique C. Rébsamen' en Tuxpan.

## Carrera militar
En 1940, después de graduarse de la escuela secundaria, ingresó a la Fuerza Aérea Mexicana. Vega Santander se graduó de Subteniente Piloto Aviador y luego sirvió como instructor especial en la escuela de aviación de Guadalajara, Jalisco, en 1944.
En vista de que en mayo de 1942 México se encontró en estado de guerra con los países del Eje (Alemania, Italia y el Imperio del Japón), México envió a las Filipinas al Escuadrón 201 en 1945. Naturalmente, México mandó a sus mejores pilotos de combate, incluyendo al joven Fausto Vega Santander. Vega se distinguió por su arrojo y pericia como piloto de combate.
El Escuadrón 201 fue incorporado al 58.º Grupo de Combate de la Fuerza aérea de los Estados Unidos (USAAF), durante la  Batalla de Luzón que se verificó en el verano de 1945 en el teatro del Pacífico.
El 1 de junio de 1945, a la edad de 22 años, el P-47 Thunderbolt del joven aviador fue abatido por las defensa antiaéreas enemigas durante una arriesgada misión de bombardeo en picada contra un emplazamiento japonés ubicado en la Bahía de Súbic. Aunque el ataque mexicano, al mando del teniente Carlos Garduño Núñez, fue un éxito el servicio de búsqueda y rescate de la USAAF confirmó que el avión de Vega se hundió en el mar de Luzón sin dejar rastros.

## Legado
La noticia de su muerte sacudió a México y desde entonces, el héroe tuxpeño ha sido honrado, colocando su nombre al Aeropuerto de Tuxpan. También, y en significativo acto, se cambió el nombre de la calle Libertad por el de Fausto Vega Santander.
Un mausoleo conmemorativo del Escuadrón 201 se encuentra en el Bosque de Chapultepec en la Ciudad de México cerca del monumento a los 'Niños Héroes' y un monumento conmemorativo con su busto está ubicado en el boulevard Ruiz Malerva en su natal Tuxpan, lugar donde se le recuerda en un evento oficial en el aniversario de su fallecimiento el 1 de junio.
El poeta Germán Muriel Azarria, canta al joven aviador en quintillas a través del poema titulado: "Aguilucho caído".